# Stäfa
Stäfa és un municipi del cantó de Suïssa (Suïssa), situat al districte de Meilen.